# Östkusten (tidning)
Östkusten tidning för Roslagen och Stockholms län, var en dagstidning med  utgivningsperiod från 22 juni 1904 till 28 december 1906. Provnummer för tidning kom ut 22 juni 1904. 

## Redaktion
Tidning var politiskt sett frisinnad och redaktionsort  var Norrtälje hela utgivningstiden. Utgivningsfrekvens var till 1 december en dag i veckan torsdagar, sedan två dagar i veckan onsdag och fredag. Fredrik Alexander Blomkvist, var ansvarig utgivare hela utgivningstiden. Han hade Pälle Segerborg som medredaktör för tidningen.

## Tryckning
Tryckeri hette Roslagens tidningstryckeri till 1 december 1904 och sedan 1904 till 1906 Östkustens boktryckeri, båda i Norrtälje. När tidningen eget tryckeri tog över började man med utgivning 2 dagar i veckan. Tidningen trycktes med antikva i bara svart med 4 sidor på större men varierad satsyta. Tidningen kostade 1904 70 öre för andra halvåret sedan 2,65 kronor per helår i prenumeration.